# 艾希鮑姆湖
53°29′6″N 10°6′11″E / 53.48500°N 10.10306°E

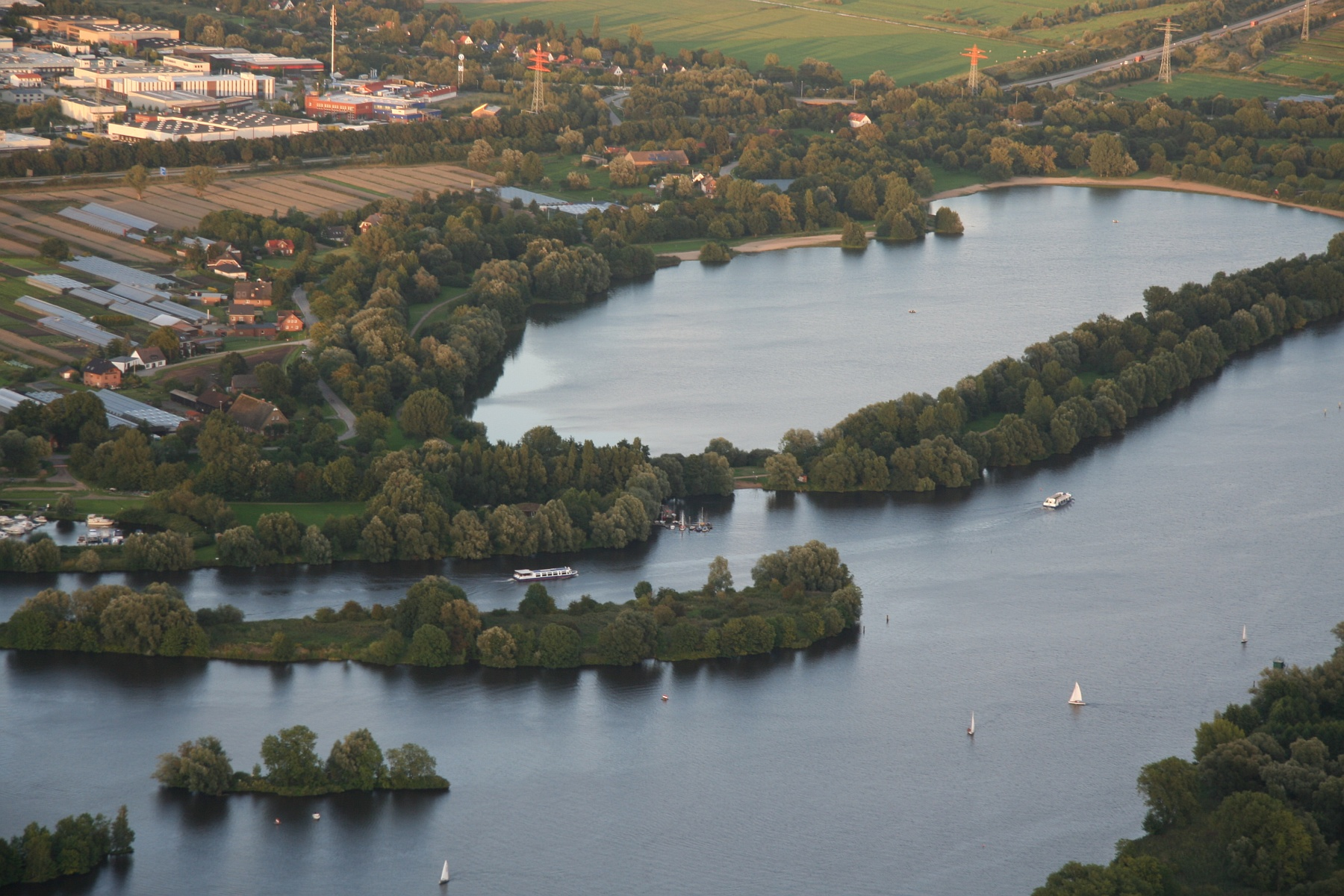

艾希鮑姆湖（德語：Eichbaumsee），是德國的湖泊，由漢堡負責管轄，長1公里、寬0.3公里，面積0.24平方公里，最大水深16米，湖水主要來自地下水，該湖泊有多種魚類棲息。